# Municipio de Spencer (condado de Medina)
El municipio de Spencer (en inglés: Spencer Township) es un municipio ubicado en el condado de Medina en el estado estadounidense de Ohio. En el año 2010 tenía una población de 1942 habitantes y una densidad poblacional de 30,94 personas por km².

## Geografía
El municipio de Spencer se encuentra ubicado en las coordenadas 41°6′57″N 82°6′7″O / 41.11583, -82.10194. Según la Oficina del Censo de los Estados Unidos, el municipio tiene una superficie total de 62.77 km², de la cual 62,34 km² corresponden a tierra firme y (0,68 %) 0,43 km² es agua.

## Demografía
Según el censo de 2010, había 1942 personas residiendo en el municipio de Spencer. La densidad de población era de 30,94 hab./km². De los 1942 habitantes, el municipio de Spencer estaba compuesto por el 98,09 % blancos, el 0,05 % eran afroamericanos, el 0,51 % eran amerindios, el 0,15 % eran asiáticos, el 0,26 % eran de otras razas y el 0,93 % eran de una mezcla de razas. Del total de la población el 0,72 % eran hispanos o latinos de cualquier raza.